# La Plana de Castelló
|  | No s'ha de confondre amb La Plana, la comarca històrica del Castelló, al País Valencià. |

La Plana de Castelló és una masia situada al municipi de Navès, a la comarca catalana del Solsonès.